# Yamal LNG

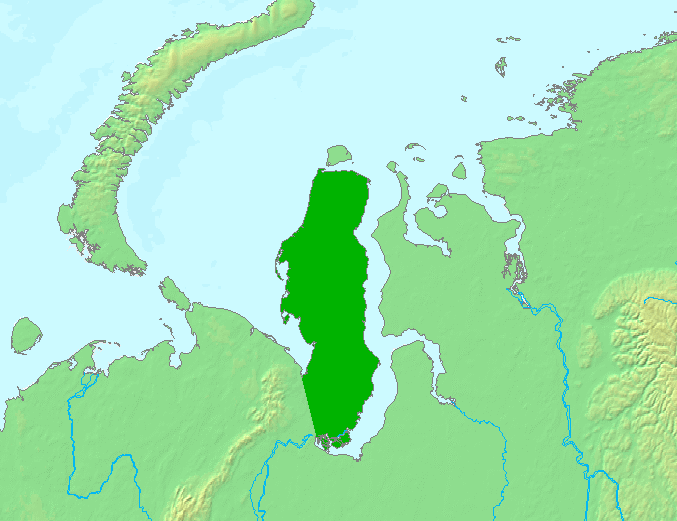
Schiereiland Jamal

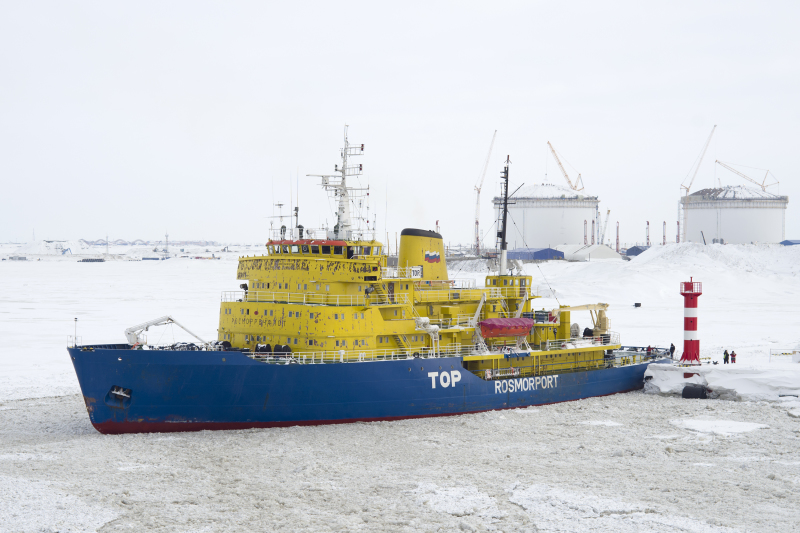
IJsbreker Thor in de haven van Sabetta. Op de achtergrond zijn de opslagtanks nog in aanbouw.

Yamal LNG (Russisch: Ямал СПГ, Jamal SPG) is een project voor een installatie voor het maken van vloeibaar aardgas, lng, bij Sabetta in het noordoosten van het Russische schiereiland Jamal. Het Russische bedrijf Novatek is de operator en grootaandeelhouder. De bouw is in 2013 gestart en in november 2018 kwam de derde en laatste installatie in productie. De installatie kan jaarlijks 16,5 miljoen ton lng produceren en het gehele project behelst een investering van 15 tot 20 miljard dollar. Op 11 december 2017 vertrok het eerste schip, de tanker “Christophe de Margerie”, met 170.000 kubieke meter lng van het project.

## Beschrijving
Het schiereiland Jamal herbergt grote gasreserves. Nadelen zijn de geïsoleerde ligging, ten opzichte van zowel stedelijke centra in Rusland als potentiële afnemers, en het zeer koude klimaat. De faciliteit gaat bestaan uit drie installaties voor het vloeibaar maken van aardgas. De totale capaciteit wordt zo’n 15,5 miljoen ton lng op jaarbasis en 1 miljoen ton condensaat. De eerste installatie kwam eind 2018 in gebruik, twee jaar later dan gepland. In juli 2018 volgde nummer twee, met een vertraging van zo'n zes maanden en de laatste kwam in november in gebruik. Er zijn plannen voor een vierde, maar kleiner installatie. Deze krijgt een capaciteit van 0,9 miljoen ton op jaarbasis. Het is een testfaciliteit waarbij een nieuwe techniek wordt gebruikt, de Arctic Cascade liquefaction technology, dat door Novatek zelf is ontwikkeld en waarop patent is verkregen.
Naast deze installatie wordt er een haven aan de oostkust bij Sabetta gebouwd. Deze zal eerste worden gebruikt voor de aanvoer van bouwmaterieel en installaties. Later wordt dit ook de exporthaven van het lng dat met ijsbestendige gastankers zal worden afgevoerd naar de klanten. Het Belgische baggerbedrijf DEME heeft voor dit project grote orders gekregen om zo’n 70 miljoen m³ weg te baggeren om het toevoerkanaal en de ligplaatsen op de gewenste diepte te krijgen. Voor de transport van het personeel is een kleine luchthaven aangelegd. Een nieuwe elektriciteitscentrale met een vermogen van 376 megawatt is in 2019 in gebruik genomen.
Het aardgas komt van het nabij gelegen Yuzhno-Tambeyskoye gasveld. Dit veld werd in 1974 ontdekt en het gas zit op een diepte tussen de 900 en 2850 meter. In het veld zit zo'n 400 miljard m³ aardgas. Diverse putten worden geslagen waardoor er per jaar 27 miljard m³ gas kan worden gewonnen. Het gas wordt via gasleidingen vervoerd naar de gasinstallatie. Azië wordt gezien als de belangrijkste afzetmarkt voor het lng.

### Gastankers

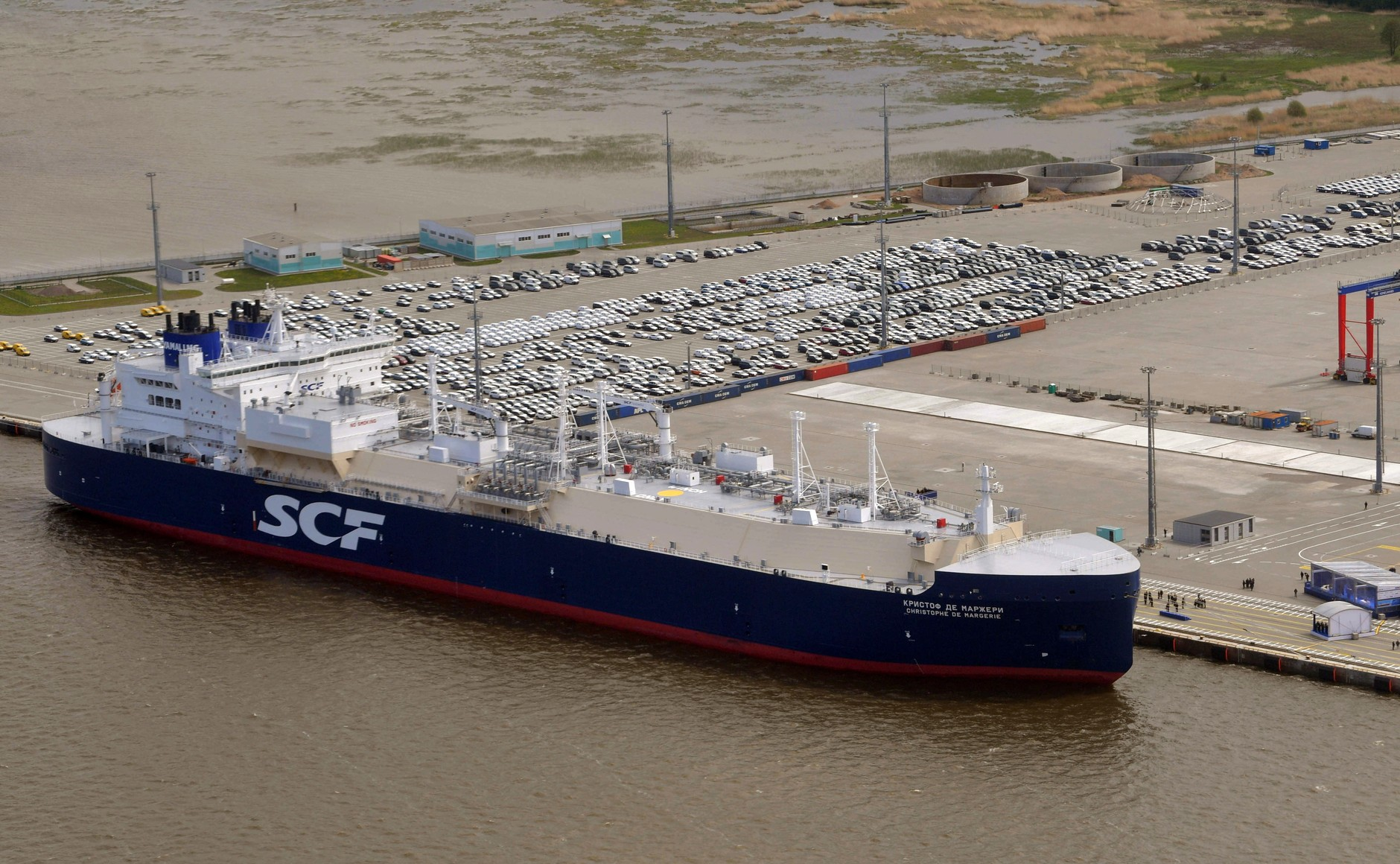
LNG tanker Christophe de Margerie (juni 2017)

Door de inzet van speciale gastankers kan de noordoostelijke doorvaart gebruikt worden. Daewoo Shipbuilding & Marine Engineering heeft een bouwopdracht gekregen voor 16 nieuwe en ijsbestendige gastankers. De tankers met een capaciteit van ongeveer 170.000 m3 kunnen opereren bij temperaturen van min 50° Celsius en door twee meter dik ijs varen. In april 2014 werden drie rederijen aangewezen die de 16 gastankers voor Yamal LNG gaan beheren. Dit zijn het Russische Sovcomflot, de Japanse rederij Mitsui O.S.K. Lines en Teekay LNG van Canada. De schepen vergen een investering van in totaal US$ 5 miljard of ongeveer US$ 300 miljoen per stuk. Teekay LNG werkt voor deze opdracht samen met een Chinese partner en gaat zes schepen beheren die tussen 2014 en 2018 worden afgeleverd.
In december 2017 maakte de gastanker Christophe de Margerie van Sovcomflot de eerste commerciële reis vanaf de Yamal LNG terminal. Op 9 augustus 2018 laadde de gastanker Pskov in de haven van Sabetta het eerste vloeibare gas afkomstig van de tweede lng koelinstallatie van Yamal LNG. Pskov heeft de lading van 170.000 m³ vloeibaar gas naar een West-Europese haven vervoerd. In 2018 werden 113 gastankers geladen bij Yamal LNG. Ze namen 8,4 miljoen ton lng mee. Verder werd 717.000 ton aardgascondensaat afgevoerd verdeeld over 30 scheepsladingen.

### Overslagcontract met Fluxys
In april 2014 tekenden Yamal LNG en Fluxys LNG een contract van 20 jaar voor de overslag van maximaal 8 miljoen ton LNG per jaar in de haven van Zeebrugge. Yamal LNG zal tijdens de arctische zomer het vloeibare aardgas via de Noordelijk Zeeroute naar de markten in Azië en de Stille Oceaan brengen met ijsbreker/gastankers. In de winter is deze route geblokkeerd en zullen deze gastankers naar Zeebrugge varen, waar Fluxys het gas zal overslaan naar conventionele LNG-schepen. Die zullen dan de reis verder zetten en via het Suezkanaal de Aziatische markten bereiken.

### LNG drijvende overslag terminals
Ship-to-ship reloading operation bij Kildin.
De overslag terminal in de Ura Bay noordwest van Moermansk zal een jaarlijkse productie van 19,8 miljoen ton LNG hebben. De drijvende terminal heeft een capaciteit van elk 360.000 ton LNG en kan twee board-to-board LNG tankers bedienen. De aanvoer is per Arc7-ijstankers van de productie sites van de schiereilanden Yamal en Gydan. De overslag terminal zal LNG aan Europa en Azië leveren via de Noordelijke Zeeroute. Eigenaar is de State Transport Leasing Company, de operatie is in handen van Novatek’s Arkticheskaya Perevalka. Franse Total heeft een aandeel van 10% in Arkticheskaya Perevalka. Arctic Transshipment LLC (dochteronderneming van PJSC Novatek) zal meer dan 2,4 miljard roebel investeren.
De overslag terminal in de Bechevinskaya Bay in Kamchatka zal een drijvende terminal zijn en kan twee board-to-board LNG tankers bedienen. De overslag terminal zal een jaarlijkse productie van 21,7 miljoen ton LNG hebben. Het complex zal van Yamal en Arctic 2 LNG-productie site met Arc7 ijsklasse tankers overladen naar conventionele schepen. De overslag terminal zal LNG aan Azië leveren. Arctic Transshipment, dochteronderneming van Novatek, zal het complex exploiteren.
Er is een plan voor de drijvende Moermansk LNG-fabriek in de Baai van Kola. Deze moet een capaciteit hebben van 20,4 miljoen ton LNG per jaar en zal drie geplande ontwikkelingstreinen omvatten, waarvan de eerste in 2027 klaar moet zijn. Gas wordt aangevoerd via de aansluitleiding. Er wordt aangenomen dat het een jaarlijkse transportcapaciteit van maximaal 30 miljard kubieke meter heeft.
Er zal een 1300 km verbindingspijpleiding vanuit Volkhov, het gasdistributiecentrum in de buurt van Sint-Petersburg, naar Moermansk worden gelegd. De geplande pijpleiding zou ook het overgaan van olie naar gas  van belangrijke delen van het schiereiland Kola mogelijk maken.

## Aandeelhouders
Het geheel is een project van JSC Yamal LNG. Het Russische olie- en gasbedrijf Novatek heeft 50,1% van de aandelen in handen, het Franse Total S.A. en het Chinese CNPC hebben beiden een belang van 20%. In september 2015 tekenden Novatek en het Chinese Silk Road Fund een overeenkomst waarbij de laatste een belang van 9,9% heeft genomen.

## Klanten en afzet
Yamal LNG tekende in 2013 twee belangrijke contracten voor het leveren van vloeibaar aardgas. Het gaat 3 miljoen ton lng per jaar leveren aan de Chinese partner CNPC. Dit contract heeft een looptijd van 15 jaar. Korte tijd later volgde een tweede contract met het Spaanse nutsbedrijf Gas Natural Fenosa. Deze laatste gaat jaarlijks 2,5 miljoen ton afnemen voor de duur van 20 jaar. Met deze contracten is de capaciteit van de eerste lng installatie volledig bezet.
Sinds de start van de productie in december 2017 tot februari 2019 werd in totaal 10 miljoen ton lng verscheept. Op 26 maart 2021 was dit gestegen naar 50 miljoen ton en waren er 685 gastankers van de terminal vertrokken. In 2019 waren alle installaties een vol jaar in gebruik en werd er 18,4 miljoen ton lng geproduceerd. In 2020 was dit verder gestegen naar 18,8 miljoen ton, waarmee het wereldwijde marktaandeel op iets meer dan 5% uitkwam. In 2022 was de productie 21 miljoen ton lng.